# Elle (mytologi)

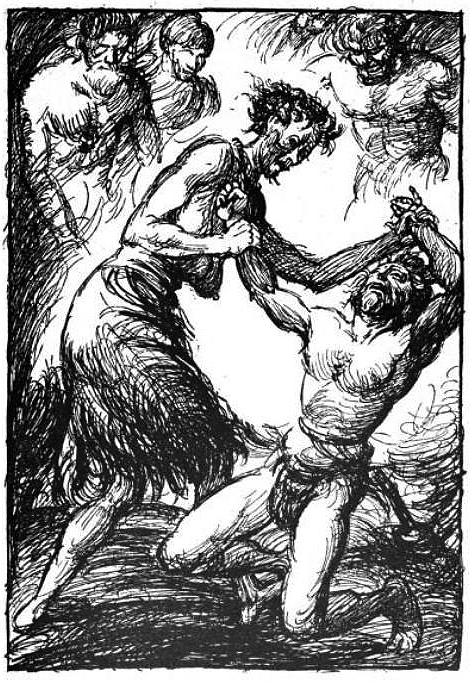
Elle och Tor.

Elle ("ålderdom") är i nordisk mytologi en jättekvinna som representerar den höga åldern. I berättelsen där Tor och Loke besöker jätten Utgårdaloke, lyckas Elle, trots sin höga ålder, tvinga Tor att gå ned på ett knä i brottning. Ju mer Tor kämpar desto svagare blir han, eftersom han kämpar mot ålderdomen själv.